# Great Sandy Strait
Great Sandy Strait är ett sund i Australien. Det ligger i delstaten Queensland, omkring 220 kilometer norr om delstatshuvudstaden Brisbane.
I omgivningarna runt Great Sandy Strait växer i huvudsak städsegrön lövskog. Runt Great Sandy Strait är det ganska glesbefolkat, med 23 invånare per kvadratkilometer. Genomsnittlig årsnederbörd är 1 638 millimeter. Den regnigaste månaden är mars, med i genomsnitt 295 mm nederbörd, och den torraste är september, med 28 mm nederbörd.